# Margaux Châtelier
Margaux Châtelier [margó šáteljé] (* 1990 Bruges) je francouzská herečka.

## Životopis
Se svým bratrem vyrostla v Libourne. V jejích jedenácti letech se rodina přestěhovala, aby Margaux mohla chodit na hodiny do pařížské opery. Po první filmové zkušenosti, začala v roce 2008 brát hodiny od francouzské herečky Evy Saint-Paul. Měla stáž na Londýnské akademii hudebních a dramatických umění. Posléze nastoupila na Národní hudební a taneční konzervatoř v Paříži .
V roce 2006 si zahrála po boku Carole Bouquet a François Berléanda titulní roli ve filmu Aurore režiséra Nilse Taverniera, kde ztvárnila princeznu nadšenou pro tanec. Tento film ji poskytl jedinečnou příležitost tančit se sólistou pařížské opery, Nicolasem Le Richem, pod vedením Carolyn Carlson.
Po malých rolích v seriálech Julie Lescautová a Profil zločinu si v letech 2011 a 2012 zahrála v televizních filmech À la recherche du temps perdu a La Baie d'Alger. Po šesti letech bez filmu získala roli Sophie Lellouche ve snímku Paříž-Manhattan, kde hrála po boku Patricka Bruela a Alice Taglioni. O rok později má na kontě dvě další role, a to Allison ve filmu Něha a Angelinu v Belle a Sebastiánovi.
V roce 2016 ztvárnila Annalise de Mauriac, bývalou milenku Jamieho Frasera v podání Sama Heughana, v seriálu Cizinka .

## Filmografie
| Rok  | Název                                      | Role                | Poznámky                                |
| ---- | ------------------------------------------ | ------------------- | --------------------------------------- |
| 2006 | Aurore                                     | Aurore              |                                         |
| 2009 | Commissaire Magellan                       | Laura               | televizní seriál, epizoda: „Roman noir“ |
| 2010 | Julie Lescautová                           | Chloé Feuillant     | televizní seriál, epizoda: „Rédemption“ |
| 2010 | Profil zločinu                             | Héloïse Bastien     | televizní seriál                        |
| 2011 | À la recherche du temps perdu              |                     | televizní film                          |
| 2012 | Paříž-Manhattan                            | Laura               |                                         |
| 2012 | La Baie d'Alger                            | Michelle            | televizní film                          |
| 2013 | Bella a Sebastián                          | Angelina            |                                         |
| 2013 | Něha                                       | Allison             |                                         |
| 2015 | Bella a Sebastian: Dobrodružství pokračuje | Angelina            |                                         |
| 2016 | Cizinka                                    | Annalise de Mauriac | televizní seriál                        |